# Katoa
 Katoa è un comune del Ciad situato nel dipartimento di Mayo-Lémié, provincia di Mayo-Kebbi Est.